# María Luisa Gómez y Pelayo
María Luisa Gómez Pelayo Zubeldio y de la Torriente  (Valdecilla, 22 de julio de 1869 – Madrid, 8 de abril de 1951), ii marquesa de Valdecilla, i marquesa de Pelayo, fue una benefactora y, junto a su tío Ramón Pelayo de la Torriente, fundaron la Casa de Salud de Valdecilla en Santander.

## Biografía
Cofundadora junto a su tío Ramón Pelayo de la primera casa de salud de Valdecilla, sucedió a este como marquesa de Valdecilla, además de ostentar el Marquesado de Pelayo que en 1929 le otorgó el rey Alfonso XIII.
A la muerte de su tío continuó con la labor benefactora del hospital (actual Hospital Universitario Marqués de Valdecilla), que complementó con sus labores caritativas con su esfuerzo, para lograr el progreso de la ciencia médica española. Y así sufragó numerosos viajes de médicos y arquitectos a aquellos países donde la ciencia estaba más adelantada, para traer sus mejoras. 
En la Casa de Salud creó la Escuela de Enfermeras y la de postgraduados y más adelante el Rincón de los niños, que recoge a los hijos de los servidores de la institución, y en el que reciben educación y alimento.
En la Facultad de medicina de Madrid creó la Cátedra Valdecilla, por este motivo el Rey le concedió la Gran Cruz de Alfonso XIII.
Estuvo casada con Eugenio Rodríguez Pascual, pero no tuvieron descendencia. Falleció en Madrid en abril de 1951.